# Guillaume III de Juliers
Pour les articles homonymes, voir Guillaume de Juliers.
Guillaume III de Juliers (? - 1218), comte de Juliers, fils d'Eberhard II de Hengebach et de Judith de Juliers ?
En 1207, il succède à son oncle Guillaume II de Juliers.
En 1214, il participe à la cinquième croisade, et meurt au siège de Damiette en Égypte, en 1218.

## Mariage et descendance
Guillaume épouse Mathilde de Limbourg, ils ont trois enfants :
- Guillaume (?-1278) ;
- Walram, seigneur de Broich et Bergheim, épouse Mechtildis van Molenark, fille du comte Konrad van Molenark ;
- Diederik.